# Oued Abiod
L'oued Abiod (en chaoui (shawiya): ⵉⵖⵣⵉⵔ ⴰⵎⴻⵍⵍⴰⵍ, Ighzir Amellal) és un riu que travessa el massís de l'Aurés al nord-est d'Algèria. Naix a uns 2.000 m sobre el nivell de la mar,  a prop de Djebel (Mont) Xelia, el punt més alt de l'Aurés (2.328 m), i flueix cap al Sàhara, cap a Biskra, en direcció nord-est/sud-oest.

## Geologia
La vall d'aquest uadi és una depressió sinclinal que es va alçar al plistocé, en què el riu s'enfonsà a mesura que avançava l'aixecament.

## Geografia

### Part alta del curs
Aquest curs d'aigua té l'origen en una regió on predomina la vegetació de muntanya mediterrània (cedres, alzines...), amb precipitacions suficients. Primer creua la Muntanya (Djebel) Ichmoul.

### Part mitjana del riu
Flueix entre el Djebel El Arezg a l'oest, el Djebel Zellatou, després el Djebel Ahmar Khaddou a l'est, en una vall fonda que a vegades es coneix com a congost del uadi Abiod.
Després de passar la ciutat d'Arris, el uadi s'enfonsa al congost de Tighanimina, de 3 km  de llarg. El voreja una antiga via romana; una inscripció gravada a la roca indica que va ser construïda l'any 145 abans de la nostra era per un destacament sirià de la Quarta Legió.
El uadi passa pel poble de Ghoufi (comuna de Ghassira), famós pel seu “balcons".
A l'eixida del congost, el paisatge de la vall esdevé desèrtic.

### Part baixa del curs

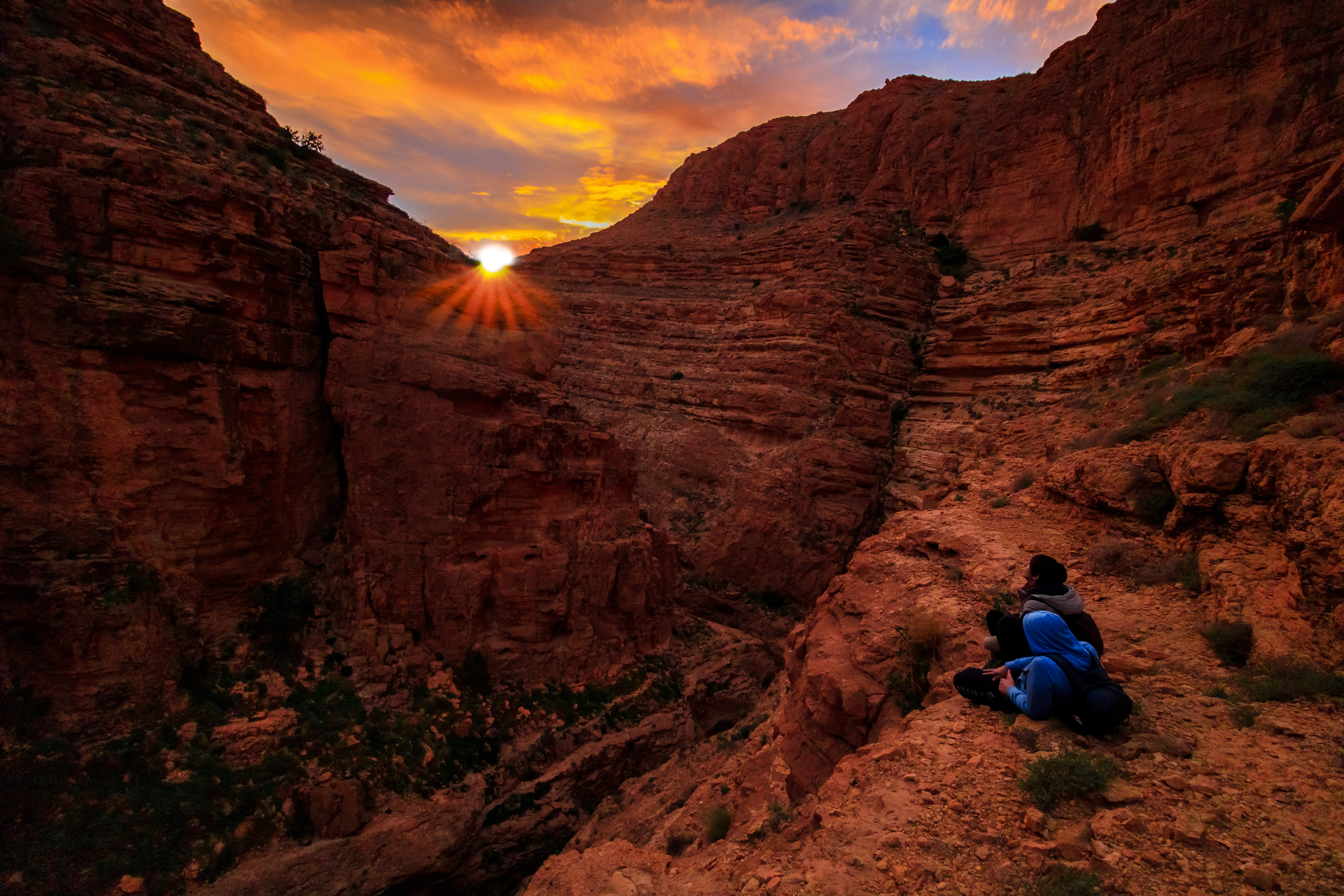
Congost de l'oued Abiod a la comuna de M'Chouneche, 2018

Més al sud, l'oued creua Banian (municipi de M'Chouneche), ix de la muntanya per l'àrea de Biskra, i després l'aigua es perd en l'arena del desert.